# 남코 뮤지엄 리믹스
남코 뮤지엄 리믹스(Namco Museum Remix)는 반다이가 개발한 Wii용 스포츠 게임 소프트웨어이다.

## 개요
남코 뮤지엄 리믹스는 남코에서 발매했던 고전 게임들을 리믹스한 게임이다. 실제 예전 고전게임들도 포함돼 있다.

## 포함된 게임
- 갤러그 리믹스
- 랠리-X 리믹스
- 팩 모토스
- 유쾌! 상쾌! 악어 때려잡기 리믹스
- 팩큰롤 리믹스
- 카니발 아케이드